# Kreta
Kreta (græsk: Κρήτη, Kriti) er den største græske ø og den femtestørste i Middelhavet. Kreta er den sydligste af de græske øer i Ægæerhavet, og øen er en fortsættelse af Pindusbjergene på Peloponnes. Øen (og Pindosbjergene) er dannet af kalksten. Det højeste punkt er bjerget Ida på 2.456 meter.
Øen har et areal på 8.336 kvadratkilometer og en befolkning (hovedsagelig græsk) på cirka 650.000. Øen er administrativt et af de 13 Periferier i Grækenland, og er  opdelt i fire regionale enheder (tidligere præfekturer: Chania, Rethimno, Iraklio og Lasithi. Der er to væsentlige lufthavne, Nikos Kazantzakis beliggende ved øens største by Iraklio og Daskalogiannis beliggende ved byen Chania. Administrativt centrum er Iraklio (Heraklion). Kretas Universitet ligger dels i Rethimno dels i Iraklio.
I henhold til græsk mytologi er Kreta fødested for den øverste gud, Zeus. Og det var her, at uhyret Minotaurus fortærede unge kvinder og mænd, indtil Theseus dræbte den i labyrinten, hvor den holdt sig skjult. Bygmesteren og opfinderen Daidalos og hans søn Ikaros flygtede fra øen gennem luften. Og her lå det historiske palads i Knossos. Rødderne til disse legender er dækket af forhistorisk støv, men ruiner af store byer vidner om, at her herskede et stort folk længe før grækerne og romerne. Under 2. verdenskrig stod på Kreta ét af de mest blodige slag, hvor tyskerne indsatte faldskærmssoldater, og hvor de allierede og civilbefolkningen forsvarede sig som løver.
Overfladisk set forekommer Kreta meget græsk. Men ved nærmere undersøgelse afsløres, at øens kultur er noget helt for sig selv. Kreta blev først en del af Grækenland i 1913 – før det har romere, byzantinere, venetianere og osmaner regeret på øen.

## Geografi
Bjerge når helt op i en højde af 2456 meter og deler øen i 4 amter (præfekturer), hver med sit særpræg. Fra vest mod øst hedder de Chania, Rethimnon, Iraklion og Lassithi. Hver af disse er igen opdelt i et antal provinser. De største byer på øen ligger på nordsiden og ud til havet. Iraklion har en befolkning på ca. 115.000 indbyggere, Chania ca. 50.000. Øens samlede befolkning er på godt 500.000.
Kreta har mere end 150 km sandstrand. Heraf to pragtfulde strande vest for Chania. I det nordøstlige hjørne af øen ligger Europas eneste naturlige palmelund. Kournassøen i Chania-området er den eneste naturlige ferskvandssø på Kreta med et areal på 160.000 m² – lidt afhængig af årstiden. Kreta er temmelig bjergrig med fire bjergkæder. I Vestkreta ligger Léfka Ori, De Hvide Bjerge, som alene har mere end 40 toppe, som rager mere end 2.000 meter i vejret. Øens højeste punkt, Psiloritis ligger 2.456 meter over havets overflade. Det ligger i Midtkretas bjergmassiv Ida. Længere mod øst ligger Lassithi-bjergene med toppen Dikti og længst mod øst ligger den lavere bjergkæde Thripti. 
De samme geologiske kræfter, som skabte bjergene, har også skabt nogle imponerende kløfter på øen. Den mest berømte er Samaria-kløften – Europas længste kløft på ca. 18 km. I den østlige del af Kreta ligger Kilada ton Nekron – Dødens dal, navngivet efter fund af minoiske grave på stedet.
Der findes mere end 2.000 huler rundt om på øen. Helt tilbage til 3.000 f.Kr. er disse huler blevet brugt til tilbedelse af guder. I Spileo Eilithias var en kult, som tilbad Eilithia, gud for fødsler. Spileo Dikteon Andron på Lassithi-sletten regnes for Zeus' fødested. Spileo Melidoniou var stedet for en tragisk begivenhed i 1824, hvor 300 indbyggere havde søgt tilflugt for de tyrkiske tropper. Da de nægtede at komme ud, spærrede tyrkerne åbningen med brændbart materiale, som de antændte. Alle beboerne omkom.

### Klima
Kreta har formentlig Europas mildeste klima. Den stærke nordvestenvind – meltemi – bringer en smule kølighed på de hede juli- og augustdage. Regn i sommerperioden forekommer ikke. Foråret starter i begyndelsen af april, hvor de vilde blomster pryder hver mark og vejside, og hvor luften er mættet med duft af appelsiner og citroner. Bjergene bevirker dog, at der kan være udtalte forskelle i vejret i de forskellige områder af øen. Vinteren er mild og temperaturen når kun sjældent under 10 grader celsius. I april nærmest eksploderer foråret og går over i sommer. Stigningen i temperaturen og det varme vejr fortsætter ind i sensommeren.
| Vejr for Kreta          | Vejr for Kreta | Vejr for Kreta | Vejr for Kreta | Vejr for Kreta | Vejr for Kreta | Vejr for Kreta | Vejr for Kreta | Vejr for Kreta | Vejr for Kreta | Vejr for Kreta | Vejr for Kreta | Vejr for Kreta | Vejr for Kreta |
|                         | Jan            | Feb            | Mar            | Apr            | Maj            | Jun            | Jul            | Aug            | Sep            | Okt            | Nov            | Dec            | År             |
| ----------------------- | -------------- | -------------- | -------------- | -------------- | -------------- | -------------- | -------------- | -------------- | -------------- | -------------- | -------------- | -------------- | -------------- |
| Gennemsnitlig maks °C   | 14             | 15             | 16             | 18             | 22             | 25             | 27             | 28             | 26             | 22             | 19             | 16             | 20,67          |
| Gennemsnitlig min °C    | 12             | 12             | 13             | 15             | 18             | 21             | 24             | 24             | 23             | 19             | 16             | 13             | 17,5           |
| Gennemsnitlig nedbør mm | 37             | 43             | 13             | 10             | 9              | 3              | 0              | 1              | 6              | 19             | 22             | 34             | 197            |

### Fauna
Kreta er kendt for gedearten Kri-kri samt den kretensiske vildkat.

## Historie
|  | Eftersyn Dette afsnit bør gennemlæses af en person med fagkendskab for at sikre den faglige korrekthed. |

Stenalder (6000-2800 f. Kr.). Denne periode adskiller sig ikke væsentligt fra tilsvarende kulturer andre steder. Befolkningen var huleboere og er formentlig indvandret fra Lilleasien.
Minoisk tid (2700-1400 f. Kr.). Kreta var centrum for det minoiske kongedømme. Evans, den engelske arkæolog, som har spillet den helt afgørende rolle for afdækning af denne kulturperiode, opdelte den minoiske tid i 3 hovedperioder: Tidlig-minoisk, Mellem-minoisk, og Sen-minoisk tid. I dag opererer vi med følgende perioder: Før-paladstiden(2700-1700 f. Kr.), Ældre paladstid(1700-1400 f. Kr.) og Yngre paladstid (1400-1100 f. Kr.). Se den minoiske kultur for flere detaljer.
Den græske tid (1100-71 f. Kr.). Fund fra denne tid viser en sammensmeltning af den minoiske/mykenske kultur og den græske/lilleasiatiske. Den kretiske kultur udviklede sig således til en variant af den græske. Det mest spændende fund fra denne tid er måske lovteksterne fra Górtis, som er de tidligst kendte regler og love for regulering af alle områder af borgernes tilværelse.
Den romerske tid (70 f. Kr.-395). I år 71 før Kristus indledte romerne under ledelse af Quintus Metellus et felttog mod Kreta. Det tog dog 3 år, inden de havde underlagt sig øen, og Kreta blev en del af en provins, som også omfattede områder i Nordafrika. Romerne gik i gang med at forbedre vejnettet og byggede akvædukter og kunstvandingsanlæg. I år 59 kom kristendommen til Kreta med apostlen Paulus. Han indsatte sin gode ven, Titus, som øens første biskop, hvorefter han fortsatte sin rejse til Rom, hvor han skulle stilles for Senatet. Efterfølgende sendte Paulus et brev til Titus med anvisninger om, hvorledes han skulle varetage sine pligter blandt kretenserne – som Paulus ikke havde høje tanker om. St. Titus æres som den første biskop i byen Gortyna på Kreta.
Den byzantinske tid (395-1204). Da romerriget blev delt, blev Kreta en del af det østromerske, eller byzantinske rige, med Konstantinopel som hovedstad. Bosættere fra Konstantinopel og Grækenland flyttede til øen, og efterhånden som velstanden steg, kom der også et antal adelige familier til øen. Disse familiers efterkommere bevarede en stor indflydelse op igennem middelalderen.
Den venetianske tid (1204-1645). I 1204, under det 4. korstog, blev Konstantinopel erobret, og det byzantinske rige faldt sammen. Kreta blev solgt til Venezia for et symbolsk beløb . Øens ressourcer, som træ og landbrugsprodukter, blev stærkt udnyttet, og befolkningen beskattedes hårdt. De ortodokse kirker blev nedlagt, og mange præster blev udvist fra øen. Selv om katolicismen indførtes som officiel religion, havde den ortodokse kirke et godt tag i befolkningen. Venetianerne byggede forter og fæstningsværker for at beskytte sig mod sørøveri og talrige oprør. Slutningen af perioden er kendt for et rigt kulturliv (litteratur og teater), f.eks. repræsenteret ved det store digt Erotokritos.
Den tyrkiske tid (1645-1830). I 1645 erobrede osmanerne størsteparten af øen. Det lykkedes dog Iraklion at modstå en belejring gennem 21 år. Tyrkerne for hårdt frem og søgte at omvende lokalbefolkningen til islam. Mange valgte at flygte op i bjergene, hvorfra de lavede udfald mod tyrkerne.  I 1821 begynder den græske uafhængighedskrig mod Tyrkiet, og med stormagternes hjælp slås den tyrkiske flåde ved Navarino.
Selvstændighedsperioden (1830-). Grækenland får nu status som selvstændig nation, og stormagterne indsætter den bayerske prins Otto som konge i 1832. I 1862 bliver kong Otto fordrevet, og den danske prins Vilhelm indsættes året efter som Georg 1.. Kampen mod tyrkerne fortsætter imidlertid, og med hjælp fra bl.a. Ægypten bliver tyrkerne fordrevet. Under balkankrigene i 1912-13 vinder Grækenland store områder, og Kreta bliver græsk i 1913. Grækenland har nu nogenlunde sin nuværende udstrækning. Georg 1. myrdes i 1913 af en sindsforvirret anarkist og afløses af Konstantin 1.. Under 1. verdenskrig er der uenighed mellem kongen og den græske premierminister Venizelos – som stammer fra Kreta – om hvilke alliancer, Grækenland skal indgå i. Venizelos vinder, og Grækenland tilslutter sig den sejrende side: England, Frankrig, Italien m.fl.
I 1920 besætter Grækenland de græskbeboede egne af Lilleasien – områderne omkring Smyrna. I 1922 lider grækerne et svidende nederlag til Kemal Atatürks styrker, hvilket resulterer i, at tyrkerne begår folkedrab på titusindvis af grækere. I 1923 "udveksles" store befolkningsgrupper, idet 1½ mio kristne grækere forlader deres bopæl i Lilleasien og flytter til det græske fastland, mens ½ mio. muslimske tyrkere tager rejsen den modsatte vej.
Efter en periode med kup og modkup indsættes kong Georg 2. i 1935, og han udnævner Metaxas til diktator. I 1940 siger Metaxas nej ("ochi") til Mussolinis ultimatum. Italienerne forsøger at besætte Grækenland, men det lykkes først, da tyskerne kommer til i 1941. Kreta var udsat for historiens første luftinvasion i maj 1941 under slaget om Kreta, da luftbårne tyske tropper besatte øen. Øen blev i 1945 befriet af engelske styrker.
1944-49 er der blodig borgerkrig i Grækenland – en krig, som Kreta dog ikke er berørt af. Den ender med totalt nederlag for kommunisterne til den græske højrefløj. Mange kommunister fortrækker til Albanien. De følgende 20-25 år er præget af uro, skiftende højreregeringer, juntastyre (oberstregime) osv., og i 1967 må kong Konstantin og Anne Marie flygte ud af landet. I 1974 afskaffes monarkiet ved folkeafstemning. I 1981 bliver Grækenland medlem af EF (EU), og det socialistiske PASOK kommer til magten under Andreas Papandreou.